# Tatort: Borowski und das Haupt der Medusa
Borowski und das Haupt der Medusa ist ein Fernsehfilm aus der Krimireihe Tatort. Der vom NDR produzierte Beitrag ist die 1296. Tatort-Episode und wurde am 16. März 2025 im SRF, im ORF und im Ersten ausgestrahlt. Der Kieler Hauptkommissar Klaus Borowski ermittelt in seinem 44. und letzten Fall, seine Kollegin Sahin in ihrem 13. Fall.

## Handlung
Robert Frost erdrosselt seine Mutter, die ihn auch als 40-Jährigen noch dauernd gedemütigt hat, mit einer Würgeschlinge. Er zerstückelt ihre Leiche und wirft alle Teile, bis auf den Kopf, in die Ostsee. Den abgetrennten Kopf, der dem Episodentitel entspricht, platziert er in einem Aquarium in seiner kleinen Wohnung, die er sich unter falschem Namen in einer Wohnanlage gemietet hat.
Unterdessen träumt Kommissar Klaus Borowski vier Tage vor seiner Pensionierung von einer Weltreise mit Frieda Jung. Als er deshalb auf dem Bürgeramt einen neuen Reisepass beantragen möchte, wird er auf ein Foto an der Wand aufmerksam, das ein Haus zeigt, welches ihm bekannt vorkommt. Dabei handelt es sich um das Wohnhaus von Robert Frost und dessen Mutter, das Borowski aus früheren Jahren kennt und das ihm schon damals unheimlich gewesen war. Auf Nachfrage erfährt er, dass Robert Frost, der IT-Experte der Behörde, seit Wochen verschwunden ist. Man mache sich Sorgen, da im letzten Jahr schon zwei jüngere, gesunde Kolleginnen plötzlich verstorben sind: Conny Keller an einer Legionellen-Infektion und Karin Thormé an einer Vergiftung.
Borowski sucht das Wohnhaus von Frost auf und stellt fest, dass der Briefkasten leer ist. Eine Nachbarin, die dies beobachtet, spricht ihn an und erzählt, Frost befinde sich mit seiner Mutter auf einer Weltreise, sollte aber eigentlich schon wieder zurück sein. Borowski steigt über den Gartenzaun und betritt über den Keller das Haus, das auf ihn nicht so wirkt, als sei es seit Wochen unbewohnt. Frost bemerkt den Eindringling und will ihn mit einer Würgeschlinge angreifen, doch da gerade eine Polizeistreife eintrifft, die von der Nachbarin alarmiert wurde, flieht er, bevor er von Borowski wahrgenommen wird.
Borowski lassen auch die plötzlichen Todesfälle von Frosts Kolleginnen keine Ruhe und er stellt Untersuchungen an, wo und wie es zu der Legionellen-Infektion von Conny Keller kommen konnte. Er lässt den Luftbefeuchter an Kellers Schreibtisch kriminaltechnisch untersuchen, aber das Gerät ist völlig sauber und praktisch unbenutzt. Karin Thormé starb dagegen durch ihr Kräuter-Pausenbrot, welches mit vielen hochgiftigen Blättern der Herbstzeitlosen versetzt gewesen ist.
Frost galt im Bürgeramt als ein Einzelgänger, der Frauen voyeuristisch belästigte. Borowski ist sich intuitiv absolut sicher, dass Frost für die Todesfälle verantwortlich ist. So recherchiert der Kommissar akribisch weiter und findet im Keller von Frosts Haus den kontaminierten Luftbefeuchter, den Frost offensichtlich nach seiner Tat ausgetauscht hat. So kann Borowski seine Kollegin Mila Şahin von seinem Verdacht überzeugen und wird nun von ihr unterstützt. Während sie Untersuchungen im Bürgeramt anstellt, wird sie von Frost beobachtet, der sich eine Datenverbindung zu seinem Arbeitsplatz aufgebaut hat und nun extern nicht nur seine E-Mails aus dem PC im Bürgeramt löscht, sondern dort das gesamte IT-System zum Absturz bringt.
Als Borowski und Şahin versuchen, das Handy von Karin Thormé auszuwerten, wird Frost hierdurch alarmiert und kann die Dateien auf dem Handy durch Fernzugriff löschen. Später greift Frost auch das IT-System der Kieler Polizei an und löscht dort kritische Daten.
An seinem letzten Arbeitstag wartet Borowski im Wagen an einer Kreuzung auf Frost. Da er nicht herausfinden konnte, wo sich der Gesuchte versteckt hält, will er ihn mit einem Trick aus der Reserve locken. Er hat ein riesiges Plakat, das Robert Frost und seiner Mutter zeigt, bei einer Malerin in Auftrag gegeben und platziert es auf einer Hauswand an der Kreuzung, an der Borowski nun lauert. Als Frost das Wandbild bemerkt, ist er so schockiert, dass er auf das vor ihm fahrende Auto auffährt. Borowski versucht, ihn festzunehmen. Bei dem Kampf löst sich ein Schuss aus der Dienstpistole des Polizisten und trifft Frost in den Bauch. Dem Sterbenden erscheint in einer Vision, wie seine Mutter, Eleonore Frost, das vergiftete Pausenbrot für Karin Thormé zubereitet hat.
Weil Borowski zu diesem Zeitpunkt schon außer Dienst gewesen ist, muss er sich juristisch verantworten und wird in Untersuchungshaft genommen. Dort wird er von Frieda Jung besucht und die beiden schmieden Pläne für die Zukunft.

## Hintergrund
Der Film wurde vom 23. Januar 2024 bis zum 21. Februar 2024 in Kiel und Hamburg gedreht.

## Rezeption

### Kritiken
„Borowskis letzter Fall ist ein makabrer Psychothriller, in dem die Logik hinter dem Gruselfaktor zurückstecken muss. Und gleichzeitig ist es ein lang gezogener Abschied. […] Gefühlsduselig ist das nicht, dafür bleibt beim hohen Tempo dieses Falls auch gar keine Zeit.“

### Einschaltquoten
Gut 8,8 Millionen Menschen sahen die Abschiedsepisode des Kommissars Borowski. Das entspricht einer Quote von 31 Prozent, dem höchsten Wert in den 22 Jahren, in denen Milberg diese Rolle verkörperte.

### Auszeichnungen
Im März 2025 wurde die Episode mit dem Deutschen Fernsehkrimipreis ausgezeichnet.